# 保罗·扎卢姆
保罗·芬利·扎罗姆 ( Paul Finley Zaloom，1951年12月14日－) 生于美国长岛花园城，是一名美国男演员和木偶师，尤其以在少儿科普电视剧《比克曼的世界》中饰演主角比克曼而闻名。

## 生涯
保罗·扎罗姆曾就读过康涅狄格州沃灵福德的乔特学校(Choate Rosemary Hall)，且在戈達德學院读书时，和一些住在牵线偶人戏剧院的艺人们玩在一起，由此开始了自己的娱乐业生涯。这些艺人属于一个专精于表演自创剧目(self-invented)和家编剧目(home-made)的剧团(troupe)。他们剧团的一个演出地点是康尼岛，据称扎罗姆曾就如何吸引更多人气而向“康尼岛非官方市长”("unofficial Mayor of Coney Island")迪克·齐冈(Dick Zigun)提出过建议。在个人创作方面，他善于利用随手可得的物品进行表演(utilizes found-object animation)，如他可随便拿起像咖啡杯垫或是除湿器这样的物品，并将它们用作政治讽刺剧中的元素。他的个人政治倾向是自由主义。他曾用“还真以为布什政府是全世界的大救星”("right wing nut jobs")这一讽刺性短语评论伊丽莎白·多尔和撒切尔夫人。从20世纪80年代开始，他也曾强烈地抨击美国的对外政策，并在冷战期间帮助(其他反战人士)并成功导致了一次裁军行动。
1992年，扎罗姆出演了通过有线电视播出的少儿科普栏目《比克曼的世界》。这部剧在1993时移动到CBS播出，并一共放映了4季。扎罗姆也曾创作(written)、设计并表演了11个完整长度的个人秀节目，其中包括《扎罗姆的水果》("Fruit of Zaloom")、《病态但真实》("Sick But True")、《很棒》("Mighty Nice")和《众敌之母》("The Mother of All Enemies")，后者是一个皮影戏节目，还有传统的中西亚地区喜剧玩偶角色卡拉格兹加盟。他最近也致力于解决一些社会问题，例如隐私权、反恐战争、基于性取向和种族观念的歧视。除表演皮影戏外，扎罗姆的风格特点还包括可灵活使用一些设备、技能或是有挖掘价值的素材，如高射投影仪(overhead projection)、被爆料的政府文件、歌唱剧(cantastoria)式情景再现表演(picture performance)、小偶人剧院(toy theater)表演，还有手技表演(hand)、对棍棒的把玩、随手物品即兴发挥(found object)以及木偶人操控。

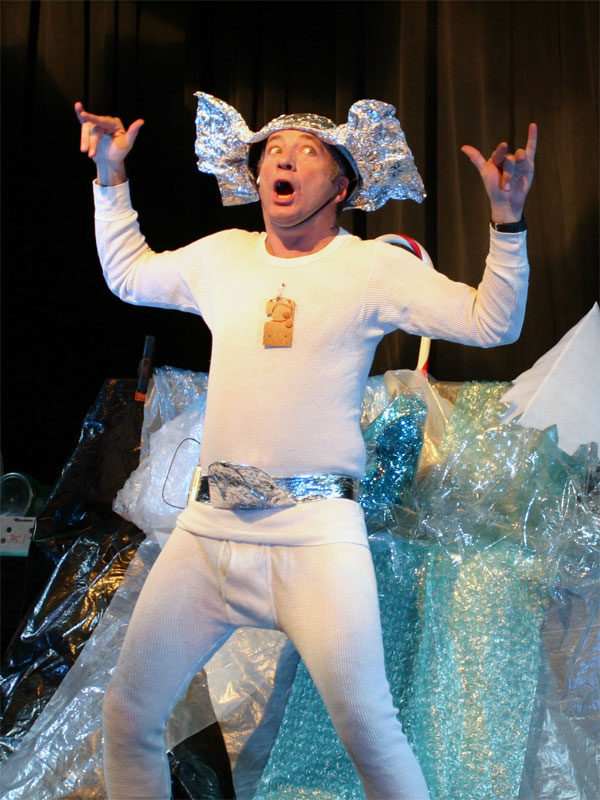
保罗·扎罗姆正在表演"Mighty Nice"

保罗·扎罗姆已制作过2部电影。第一部是一部名为《雷鸣雾卷：加利福尼亚大会战》("In Smog and Thunder: The Great War of the Californias")的伪纪录片，于2003年发售，讲述了发生于洛杉矶和旧金山之间的一场虚构战争。第二部电影名叫《但丁的地狱》，复述了诗人但丁游览地狱的故事。影片摄于洛杉矶，以一种称为小偶人剧院(toy theater)的木偶剧形式演出，在小偶人剧院中使用的木偶和布景(sets)都是由剪纸图案(paper cut-outs)组成的。扎罗姆与他人一同参与了剧本的写作，在剧中担任总木偶师(head puppeteer)，并在电影中为多个角色配音。这2部影片也具有散斗·伯克作品的特色。
扎罗姆在遍布美国的很多地点(venues)或活动中都进行过表演，如肯尼迪中心、林肯中心、沃克艺术中心、美国Spoleto庆典(Spoleto Festival U.S.A.)、UCLA艺术连续剧演出中心(UCLA Performing Arts Series)、美国剧目剧团、洛城当代艺术展览馆(L.A.'s Museum of Contemporary Art)、King Tut's Wah-Wah Hut等等，总共超过数百个。他也参加了"Edinburgh Festival Fringe"、巴黎的"Les Semaines de la Marionette"、德国德累斯顿的UNIMA世界大会、Vienna艺术节以及在9次跨国巡演(nine international tours)中所到过的一些其它地点的类似活动。扎罗姆获得过一个《美国乡村之声报》授予的Obie奖、一个美国剧院飞翼设计大奖(American Theater Wing Design Award)，还有纽约舞者和表演者大奖(the "Bessie")、洛城每周戏剧奖以及UNIMA-USA授予的4次木偶戏艺术杰出表彰(Citations of Excellence in the Art of Puppetry)。他也在如Guggenheim Fellowship和C.O.L.A. Fellowship等多个协会有挂名资格，并取得过4次吉姆·亨森基金会奖金(grants)、4次国家艺术基金奖金等。
他也在某国和欧洲的大学或学院传授木偶戏和cantastoria的技艺，例如加州艺术学院(Cal Arts)、罗德岛设计学院(Rhode Island School of Design)、爱默森学院(Emerson College)、欧米伽学院(the Omega Institute)、乔治·梅森大学(George Mason University)、密歇根大学(the University of Michigan)以及the Institut Internationale de la Marrionnette、Charlesville、法国以及其它地方。他在比克曼现场舞台秀(Beakman Live! stage shows)上继续饰演比克曼，也在其它一些艺术类项目中担任顾问和指导(mentor)。2010年，他以荣誉嘉宾身份参加了在美国奥兰多举办的一个名为"Megaplex"的毛绒玩偶主题会议(furry convention)。

## 个人生活
扎罗姆是个开放的男同性恋倾向者，他有一个女儿名叫阿曼达·以色列·芬利，还有前妻名叫简恩·以色列。